# 다치바나 다카시 (1967년)

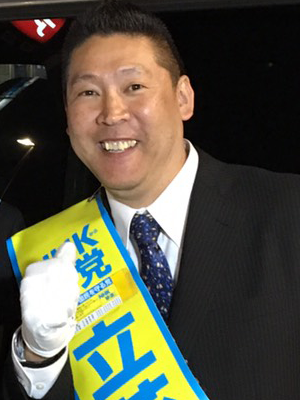
다치바나 다카시(정치인)

다치바나 다카시, 또는 타치바나 타카시(일본어: 立花 孝志 다치바나 다카시[*], 1967년 8월 15일 ~ 일본 오사카)는 일본의 정치인이자 유튜버이다. 현재 NHK당과 호리에몬 신당 양당의 당수이다.

## 경력
1986년 4월 일본방송협회(NHK)에 입국하여 와카야마 방송국 서무부에 배속해 근무했다. 1991년 7월, NHK 오사카 방송국 경리부로 이직하였다. 다치바나는 2005년 분식회계에 대한 정보를 주간 문춘에 내부고발한 이후에 NHK를 최사하게 되었다.
2013년 6월엔 정치 단체인 NHK로부터 국민을 지키는 당을 설립하고 초대 대표에 취임했다.

## 인물
- 'NHK를 부순다!'(NHKをぶっ壊す!)를 공약하고 있으며, YouTube 등을 통해 NHK 및 관련 소송에 대해 설명하고있다.

## 같이 보기
- 허경영

## 역대 선거 결과
|  | 0.42% |

|  | 1.97% |

|  | 13.64% |

|  | 0.72% |